# Raphaël Wignanitz
Raphaël Wignanitz, né le 1er août 1984 à Saint-Doulchard (Cher), est un gymnaste artistique français.

## Biographie
Raphaël Wignanitz obtient en 2006 le titre de champion de France et la médaille de bronze au saut aux Championnats d'Europe de gymnastique artistique masculine. Il est médaille d'argent au saut de cheval aux Championnats d'Europe de gymnastique artistique 2007.

## Palmarès

### Championnats de France
| Épreuve/Année               | Nantes 2012 |
| --------------------------- | ----------- |
| Concours général individuel |             |
| Exercices au sol            |             |
| cheval d'arçon              |             |
| anneaux                     |             |
| Saut de cheval              | 1er         |
| Barres parallèles           |             |
| Barre fixe                  |             |